# 弗雷德·金尼曼
弗雷德·青内曼（英語：Fred Zinnemann，1907年4月29日—1997年3月14日）是一位奥地利裔美国电影导演，两次获得学院奖最佳影片奖、两次获得导演奖，一次获得纪录短片奖及6次提名，3次获得英国电影学院奖及4次提名，两次获得金球奖最佳导演奖及5次提名。先后有多达19位演员因出演他执导的电影而获得学院奖提名并部分获奖，其中包括：法蘭克·辛納屈、保罗·史考菲、賈利·古柏、凡妮莎·蕾格烈芙、奥黛丽·赫本、简·方达、马克西米连·谢尔、勞勃·蕭、杰森·罗巴兹等。

## 个人经历

### 早年生活与事业起步
弗雷德·青内曼于1907年4月29日出生于维也纳，他的母亲叫安娜（Anna），父亲奥斯卡·青内曼（Oskar Zinnemann）是一位医生，一家都是犹太人。出生在音乐之都的他原本希望可以成为一位音乐家，但之后所学的却是法律。在维也纳大学就读期间，他开始对电影产生了深厚的兴趣并最终成为了一位摄影师。之后他在德国与其他几位电影行业的新手如比利·怀尔德和罗伯特·西奥德梅克合作拍摄了电影《星期天的人们》，该片于1929年上映，之后便去了美国学习电影的拍摄。

### 1940年代
他找到的第一份工作是在1930年的经典战争片《西线无战事》中担任临时演员，不过之后剧组并没有用上他。1934年12月，在墨西哥完成了自己导演的首部电影“redes”的弗雷德再次来到好莱坞，并与几位在之前电影拍摄过程中合作过的同事一起在好莱坞北部一条大道上的公寓大楼中居住并建立了工作室，开始导演、制作一些短片并获得了成功。直到1942年，他才得以执导了两部长片电影，分别是《戴手套的小杀手》和《夜之眼》 ，均为小成本的B级片。

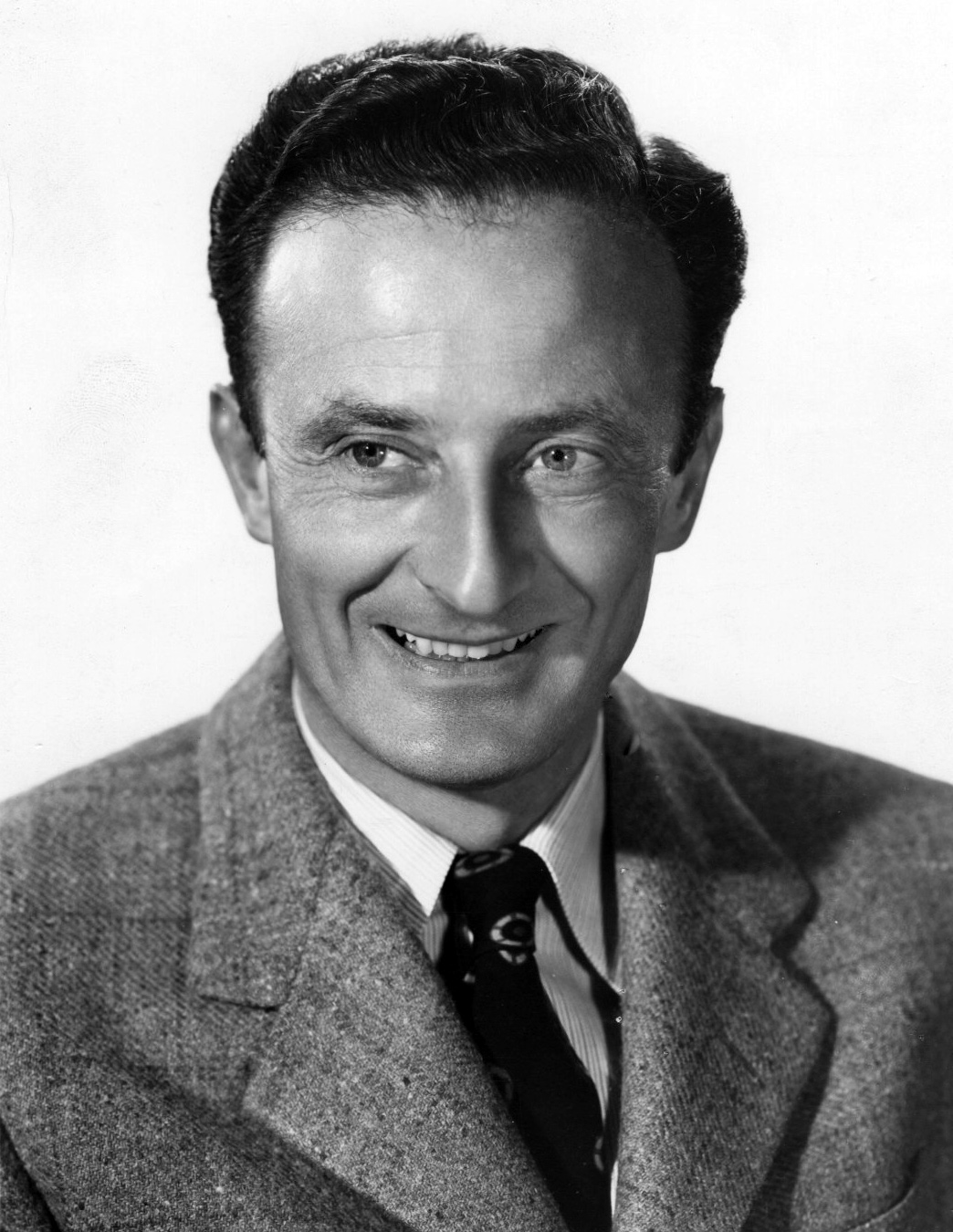
1940年代

1944年，弗雷德执导了由男演员斯宾塞·屈塞主演的电影《第七个十字路口》（又译《还我自由》），该片根据安娜·西格斯的同名小说改编，并且完全是在米高梅公司的外景场地拍摄。这部影片获得了很大的成功，是弗雷德的成名作。
第二次世界大战结束后，弗雷德得知自己的双亲都在纳粹主导的犹太人大屠杀中遇难。并且他的工作室也持续相当长时间没能接到合适的工作，导致他不得不接受执导像《小小金先生》和《小财神》这样自己毫无兴趣的电影。不过他的下一部作品《乱世孤雏》则为其事业带来了转机，该片赢得了第21届学院奖的一项编剧奖，确立了弗雷德在好莱坞的地位。影片讲述的是一对奥斯维辛集中营的幸存者和他的母亲在二战结束后的欧洲努力寻找对方的故事，并且正是在饱受战火摧残的德国进行拍摄。该片也是蒙哥马利·克利夫特的银幕处女作，他为此获得了一座男主角奖提名。他的下一部作品则是同年上映的黑色电影《海角之魂》，虽然该片没有得到任何奖项的肯定，但弗雷德表示这是他执导的第一部“清楚地知道想要怎么拍”的电影。

### 1950年代
弗雷德在1950年的电影《男儿本色》中启用了新人马龙·白兰度来扮演男主角，一位在战争中下肢截瘫的退伍军人，这部电影中的许多镜头都是在加利福尼亚州的一家医院中拍摄完成的，许多病人都充当了临时演员。虽然上映后并不卖座，不过这部影片还是得到了评论界的好评。弗雷德的下一部电影则是1951年上映的《特里萨》，该片由意大利女演员皮耶尔·安杰利主演，获得了第24届学院奖原创故事奖提名和威尼斯电影节金狮奖提名，皮耶尔也获得了第6届金球奖最有前途女新人奖。
1952年的《正午》（又译《日正当中》/《龙城歼霸战》）应该是弗雷德执导的所有电影中最著名的一部，是国家影片登记部于1989年首批收入典藏保护的25部美国电影之一，讲述了由加里·库柏扮演的一位小镇警长在孤立无援的情况下只身对抗多名匪徒的故事。影片获第25届学院奖男主角、剪辑、原创配乐（正剧/喜剧类）、原创歌曲4项大奖，另有最佳影片、导演、编剧3项提名。1998年美国影艺协会（英語：American film institute，简称）评选AFI百年电影史百大经典电影，本片名列第33位；2001年再评选AFI百年电影史百大惊悚电影，本片名列第20位；2003年评选AFI百年电影史百大银幕英雄与恶魔，加里·库柏扮演的男主角威尔·凯恩（英語：Will Kane）警长在英雄榜上名列第5位；2004年评选AFI百年电影史百大银幕金曲，本片插曲名列第25位；2005年评选AFI百年电影史电影配乐，本片名列第10位；2006年评选百年电影史百大激励人心电影，本片名列第27位；2007年评选AFI百年电影史百大经典电影十周年版，本片名列第27位；2008年评选AFI十大类型大大佳片，本片在所有西部片中名列第2位。
接下来，弗雷德又一次在自己的电影中起用新人，由26岁的朱莉·哈里斯扮演《婚礼成员》（又译《烛火之夜》）中年仅12岁的女主角，不过这部电影是根据同名小说改编的，而朱莉之前已经出演过该小说改编的舞台剧，最终她也因这部电影获得了第25届学院奖女主角奖提名。
1953年，弗雷德再接再励，推出了根据詹姆斯·琼斯小说改编的电影《乱世忠魂》（又译《永垂不朽》/《红粉忠魂未了情》），影片在第26届学院奖角逐中获得了惊人的13项提名，并最终夺得包括最佳影片、导演、编剧、男配角、女配角等8项大奖，这也是他获得的第一座最佳影片奖和导演奖。至此弗雷德的事业达到了一个新的顶点。
1955年的《俄克拉荷马》是弗雷德执导的唯一一部音乐剧，该片是根据1943年的同名舞台音乐剧改编的，该片也是史上首部采用Todd-AO公司70毫米宽银幕镜头摄影的电影。弗雷德又一次展现出他发扬新人的天赋，本片也是雪莉·琼斯的处女作和成名作。影片获第28届学院奖4项提名并有两项获奖。而1957年推出的《浪子回头》和1959年推出的《艳尼传》则是弗雷德在50年代执导的最后两部电影，两者均获得了成功，一共得到了9项学院奖提名。

### 1960年代
1960年代弗雷德执导的首部电影是1960年的《夕阳西下》，该片讲述了一个在澳大利亚内陆地区生活家庭的故事，罗伯特·米彻姆和黛博拉·蔻儿分别出演男女主角。影片也获得了第33届学院奖最佳影片、导演、女主角、原著改编、女配角共5项提名不过最终都没有获奖。不过，之后于1964年推出的《十面埋伏擒蛟龙》虽然有格里高利·派克、安东尼·奎恩和奥马尔·沙里夫等大牌演员出演，但却成为弗雷德因《乱世孤雏》真正成名后的第一部无论在商业还是专业评论方面都彻底失败的作品，他之后也表示这部影片“的确没拍好”（英語：“didn't really come together”）。
1965年，弗雷德·青内曼成为第4届莫斯科电影节的评审团成员。次年，他推出了自己的又一部巅峰之作：1966年上映的传记电影《日月精忠》（又译《四季之人》/《良相佐国》），该片是第39届学院奖角逐中的最大赢家，赢得了包括最佳影片、导演、男主角、原著改编在内的6项大奖，弗雷德至此成为历史上屈指可数的两次获学院奖导演奖的电影人，而这已经是他赢得的第4座学院奖。影片还参加了第5届莫斯科电影节的角逐。
这之后，弗雷德开始与米高梅公司合作，计划将安德烈·马尔罗的小说《人的命运》改编为电影。弗雷德为影片的开拍准备了整整三年的时间，然后到了1969年11月影片正式开拍前1星期，米高梅取消了拍摄计划，并要求弗雷德对前期制作所花费的至少100万美元负责。作为抗议，弗雷德提起了法律诉讼，这一事件对他造成了非常大的影响，直到这一事件4年后他才开拍下一部电影。

### 1970年代
据弗雷德所说，《人的命运》一片的取消“标识着一个电影制作时代的结束和另一个新时代的开始，律师和会计开始取代演艺圈人士成为电影公司的领头人，而人们握手定下的约定也不再算数了。”不过到了1973年，环球影业主要请他执导《豺狼的日子》（又译《刺杀戴高乐》/《神探智擒职业杀手》/《豺狼末日》）。该片由英法两国合拍，根据弗雷德里克·福塞斯的畅销小说改编，英国演员爱德华·福克斯在片中扮演一位试图暗杀法国总统戴高乐将军的职业杀手，而法国演员迈克尔·朗斯代尔则出演一位力图阻止他的侦探。弗雷德对于执导这么一部观众早就可以猜到结局（暗杀没有成功）电影的机遇很有兴趣，并且也对影片之后的大卖感到很欣慰。
弗雷德在70年代执导的最后一部电影是1977年根据莉莉安·赫尔曼小说改编的《茱莉亞》，影片由简·方达、瓦妮莎·雷德格瑞夫主演，在第50届学院奖角逐中获得了11项提名，并最终拿下原著改编、男配角、女配角3项大奖。这也是他职业生涯中最后的一个高峰。

### 1980年代
弗雷德的最后一部电影作品是1982年上映的《五日一夏天》，该片根据凯·波尔的短篇故事改编，并在瑞士取景拍摄，肖恩·康纳利和贝茨·布兰特利在片中扮演一对在1930年代到阿尔卑斯山度假的“夫妇”，而兰伯特·威尔森则出演了一位登山导游，对这对“夫妇”的真实关系产生了怀疑。这部影片无论从商业还是评论两方面都是失败的作品，不过之后不少评论家向弗雷德表示他们认为这部电影的成就被普遍低估了。

### 晚年及去世
弗雷德常被视为是好莱坞反对年龄歧视的代表人物。这其中涉及的一个说法（有可能是杜撰的）是：1980年代，弗雷德曾与一位好莱坞制作人会面，他发现自己虽然先后4次获学院奖，其中一次最佳影片奖和两次导演奖，并且执导了许多好莱坞最具盛名的电影，但这位年轻人居然连他是谁都不知道。于是根据记者的报告，当这位乳臭未干的制作人要求弗雷德把他的事业成果列一个清单时，他优雅地答复道：“当然可以，你先吧。”在好莱坞，这个故事被简称为“你先吧”而闻名，并且经常在那些曾作出过光辉事业的老江湖发现一些后起之秀居然对他们一无所知时被引用。
1997年3月14日，弗雷德·青内曼因心脏病发在伦敦去世，享年89岁。

## 电影作品
| 年份 | 片名                                                                   | 学院奖提名数 | 学院奖获奖数 | 英国电影学院奖提名数 | 英国电影学院奖获奖数 | 金球奖提名数 | 金球奖获奖数 |
| ---- | ---------------------------------------------------------------------- | ------------ | ------------ | -------------------- | -------------------- | ------------ | ------------ |
| 1930 | Menschen am Sonntag（纪录片）                                          |              |              | 无                   | 无                   | 无           | 无           |
| 1936 | Redes（又名“The Wave”）                                                |              |              | 无                   | 无                   | 无           | 无           |
| 1942 | 《戴手套的小杀手》                                                     |              |              | 无                   | 无                   | 无           | 无           |
| 1942 | 《夜之眼》                                                             |              |              | 无                   | 无                   | 无           | 无           |
| 1944 | 《第七个十字路口》（又译《还我自由》）                                 | 1            |              | 无                   | 无                   | 无           | 无           |
| 1945 | 《情定钟声》（未列名）                                                 |              |              | 无                   | 无                   | 无           | 无           |
| 1946 | 《小小金先生》                                                         |              |              | 无                   | 无                   | 无           | 无           |
| 1947 | 《小财神》                                                             |              |              | 无                   | 无                   | 无           | 无           |
| 1948 | 《乱世孤雏》                                                           | 4            | 1            | 1                    | 1                    | 无           | 无           |
| 1948 | 《海角之魂》（又译《海角亡魂》）                                       |              |              |                      |                      | 无           | 无           |
| 1950 | 《男儿本色》                                                           |              |              | 1                    |                      | 无           | 无           |
| 1951 | 《特里萨》（又译《初恋》）                                             | 1            |              |                      |                      | 1            | 1            |
| 1952 | 《正午》（又译《日正当中》/《龙城歼霸战》）                            | 7            | 4            |                      |                      | 7            | 4            |
| 1952 | 《婚礼成员》（又译《烛火之夜》）                                       | 1            |              |                      |                      |              |              |
| 1953 | 《乱世忠魂》（又译《永垂不朽》/《红粉忠魂未了情》）                    | 13           | 8            | 1                    |                      | 2            | 2            |
| 1955 | 《俄克拉荷马》                                                         | 4            | 2            |                      |                      |              |              |
| 1957 | 《浪子回头》                                                           | 1            |              | 1                    |                      | 3            |              |
| 1958 | 《老人与海》（未列名）                                                 | 3            | 1            |                      |                      | 1            |              |
| 1959 | 《修女传》（又译《艳尼传》）                                           | 8            |              | 5                    | 1                    | 5            |              |
| 1960 | 《夕阳西下》（又译《牧野游民》）                                       | 5            |              | 3                    |                      | 1            |              |
| 1964 | 《十面埋伏擒蛟龙》                                                     |              |              |                      |                      |              |              |
| 1966 | 《日月精忠》（又译《四季之人》/《良相佐国》）                          | 8            | 6            | 7                    | 7                    | 5            | 4            |
| 1973 | 《豺狼的日子》（又译《刺杀戴高乐》/《神探智擒职业杀手》/《豺狼末日》） | 1            |              | 7                    | 1                    | 3            |              |
| 1977 | 《朱丽娅》                                                             | 11           | 3            | 10                   | 4                    | 7            | 2            |
| 1982 | 《五日一夏天》                                                         |              |              |                      |                      |              |              |
|      | 总计（不包括未列名的电影）                                             | 65           | 24           | 36                   | 14                   | 34           | 13           |